# Sgorr Dhonuill
Sgorr Dhonuill är en bergskedja i Storbritannien.   Den ligger i kommunen Highland och riksdelen Skottland, i den nordvästra delen av landet, 600 km nordväst om huvudstaden London.